# Laurent Courtois
Laurent Courtois (ur. 11 września 1978 w Lyonie) – francuski piłkarz występujący na pozycji pomocnika.

## Kariera
Courtois karierę rozpoczynał Olympique Lyon. W jego barwach nie zagrał jednak ani razu. W 1998 roku trafił do drugoligowego AC Ajaccio. Na sezon 1999/2000 został wypożyczony do innego drugoligowego zespołu, Toulouse FC. W 2000 roku awansował z nim do Ligue 1. Wówczas podpisał kontrakt z Toulouse. W Ligue 1 zadebiutował 5 sierpnia 2000 roku w zremisowanym 1:1 pojedynku z Troyes AC.
W 2001 roku z powodu bankructwa klubu i degradacji do Championnat National, odszedł z klubu.
Został zawodnikiem angielskiego West Hamu United. W Premier League pierwszy mecz zaliczył 18 sierpnia 2001  przeciwko Liverpoolowi (1:2). Przez 1,5 roku w Premier League rozegrał 7 spotkań.
W styczniu 2003 roku Courtois wrócił do Francji, gdzie został graczem drugoligowego FC Istres. W 2004 roku awansował z nim do Ligue 1. 13 listopada 2004 roku w zremisowanym 1:1 spotkaniu z FC Sochaux-Montbéliard strzelił pierwszego gola w Ligue 1. W 2005 roku, po spadku Istres do Ligue 2, odszedł z klubu.
W połowie 2005 roku Courtois podpisał kontrakt z hiszpańskim Levante UD z Segunda División. W 2006 roku wywalczył z nim awans do Primera División. W tych rozgrywkach zadebiutował 29 sierpnia 2006 roku w przegranym 0:4 spotkaniu z Sevillą. W 2008 roku spadł z Levante do drugiej ligi. Wówczas opuścił drużynę.
W 2008 roku przeszedł do francuskiego pierwszoligowca Grenoble Foot 38. Pierwszy ligowy mecz zaliczył tam 23 sierpnia 2008 roku przeciwko Olympique Lyon (0:2). W 2010 roku spadł z Grenoble do Ligue 2. Jego barwy reprezentował jeszcze przez rok.
W 2011 roku Courtois podpisał kontrakt z amerykańskim CD Chivas USA. W MLS po raz pierwszy wystąpił 13 sierpnia 2011 roku w zremisowanym 0:0 pojedynku ze Seattle Sounders. W 2013 roku przeszedł w Los Angeles Galaxy.
| Sezon   | Klub               | Kraj              | Rozgrywki        | Mecze | Bramki |
| ------- | ------------------ | ----------------- | ---------------- | ----- | ------ |
| 1996/97 | Olympique Lyon     | Francja           | Ligue 1          | 0     | 0      |
| 1997/98 | Olympique Lyon     | Francja           | Ligue 1          | 0     | 0      |
| 1998/99 | AC Ajaccio         | Francja           | Ligue 2          | 30    | 5      |
| 1999/00 | Toulouse FC        | Francja           | Ligue 2          | 30    | 4      |
| 2000/01 | Toulouse FC        | Francja           | Ligue 1          | 23    | 0      |
| 2001/02 | West Ham United    | Anglia            | Premier League   | 7     | 0      |
| 2002/03 | West Ham United    | Anglia            | Premier League   | 0     | 0      |
| 2002/03 | FC Istres          | Francja           | Ligue 2          | 10    | 1      |
| 2003/04 | FC Istres          | Francja           | Ligue 2          | 33    | 6      |
| 2004/05 | FC Istres          | Francja           | Ligue 1          | 31    | 2      |
| 2005/06 | Levante UD         | Hiszpania         | Segunda División | 19    | 2      |
| 2006/07 | Levante UD         | Hiszpania         | Primera División | 29    | 2      |
| 2007/08 | Levante UD         | Hiszpania         | Primera División | 25    | 0      |
| 2008/09 | Grenoble Foot 38   | Francja           | Ligue 1          | 30    | 4      |
| 2009/10 | Grenoble Foot 38   | Francja           | Ligue 1          | 27    | 1      |
| 2010/11 | Grenoble Foot 38   | Francja           | Ligue 2          | 5     | 0      |
| 2011    | CD Chivas USA      | Stany Zjednoczone | MLS              | 10    | 1      |
| 2012    | CD Chivas USA      | Stany Zjednoczone | MLS              | 17    | 1      |
| 2013    | CD Chivas USA      | Stany Zjednoczone | MLS              | 5     | 1      |
| 2013    | Los Angeles Galaxy | Stany Zjednoczone | MLS              | 6     | 0      |